# الاعتلال الجنيني السكري
الاعتلال الجنيني السكري هي تشوهاتٌ تطوريةٌ خلقية مرتبطة بإصابة الأم بالسكري. قد يؤدي تعرض الأم الحامل لفرط سكر الدم إلى الإجهاض العفوي والوفيات في فترة ما حول الولادة والتشوهات. يزيد خطر الانمساخ المحرض بالسكري في الحمول المترافقة مع الإصابة بالسكري من النوعين الأول والثاني. يتشابه معدل التشوهات الخلقية لدى أجنة الأمهات المصابات بنوعي السكري الأول والثاني بسبب زيادة السمنة وعمر النساء المصابات بداء السكري من النوع الثاني. يلعب كل من الاستعداد الوراثي والعوامل البيئية المختلفة دورًا مهمًا في تطور الاعتلال الجنيني السكري. يزيد خلل الاستقلاب لدى الأمهات الحوامل أيضًا من خطر حدوث تشوهات جنينية.

## عوامل الخطورة
تعد النساء المصابات بالداء السكري قبل الحمل أكثر عرضة للإصابة بتشوهات الجنين. يرتبط خطر حدوث التشوهات الخلقية في داء السكري من النوع الأول قبل الحمل ارتباطًا مباشرًا بمستويات الغلوكوز والخضاب السكري في الدم. يرتبط أيضًا عكسيًا بعمر الحمل عند التعرض الأول. تشمل المراضات المشتركة للسكري من النوع 2 قبل الحمل سن الأم المتقدم وأكسدة الدهون والسمنة. يعد خطر التشوهات متوسطًا لدى النساء زائدات الوزن (مؤشر كتلة الجسم يساوي أو أكثر من 25) المصابات بالسكري الحملي. تبدي النساء الحوامل المصابات بالسكري الحملي دون علامات منذرة للسكري نتائج مشابهة للنساء السليمات في الفترة المحيطة بالولادة.

## العواقب على الحمل

### التشوهات
قد يتسبب داء السكري من النوع الأول عند النساء الحوامل في حدوث تشوهات تؤثر على الجهاز العضلي الهيكلي والجهاز البولي التناسلي والجهاز العصبي المركزي. تحدث معظم هذه التشوهات خلال الأسابيع الأربعة الأولى من الحمل. يعد خلل تكوّن الذيل أحد أكثر الأمراض ارتباطًا بمرض السكري. يترافق هذا التشوه بأعلى معدلات الخطورة للإصابة بالاعتلال الجنيني السكري. يعاني الرضع للأمهات المصابات بالسكري عادةً من العديد من التشوهات الشديدة مأرمية المنشأ. بالتالي، يعد الاعتلال الجنيني السكري مجموعة مرضية فرعية من عيوب التكون المأرمي التي تمثل تشوهات تطورية أحادية ومتعددة.

### الإجهاض والوفيات في فترة ما حول الولادة
قد يؤدي الاعتلال الجنيني السكري إلى الإجهاض التلقائي المبكر أو المتأخر وولادة جنين ميت. في حال إصابة الأم بالسكري، تحدث 90% من حالات خسارة الحمل في الأشهر الثلاثة الأولى بسبب الإجهاد التأكسدي. يحدث الإجهاض الناتج عن الاعتلال الجنيني السكري في الثلث الثاني من الحمل بسبب وجود عيب خلقي شديد، واضطراب استقلاب لدى الأم، وقصور المشيمة ونقص الأكسجة لدى الجنين بسبب تمزق الغشاء.

## الوقاية

### ما قبل الحمل
تبلغ احتمالية حدوث عيوب خلقية كبيرة في ذرية الأمهات المصابات بداء السكري نحو0.7-4.4% لمستويات خضاب سكري أقل من 7%. في حال بلغت مستويات الخضاب السكري نسبة أعلى من 10%، يصبح احتمال حدوث عيوب خلقية كبرى نحو 16.1-100% بمتوسط بقدر بـ 26.6%. أشار المعهد الوطني للصحة وجودة الرعاية في المملكة المتحدة إلى أن مستويات الخضاب السكري الأقل من 6.1% مرتبطة بخطر أقل لحدوث تشوهات في حين تكون المخاطر الإنجابية أعلى لدى النساء اللاتي كان الخضاب السكري لديهم فوق هذه العتبة، أما المستويات الأعلى من 10% فهي بالغة الخطورة.
يؤدي استهلاك حمض الفوليك والمواد المضادة للأكسدة قبل الإخصاب إلى انخفاض معدل التشوهات في نسل الأمهات المصابات بداء السكري. تزيد مضادات الأكسدة مثل حمض الليبويك وفيتامين ج وفيتامين هـ من احتمالية النتائج الإيجابية قبل الولادة في نسل الأمهات المصابات بالسكري لأن الإجهاد التأكسدي هو وسيط ماسخ لفرط سكر الدم لديهن.

### بعد الإخصاب
يحقق الوزن الأمثل وضبط نسبة السكر في الدم نتائج جيدة لأن مرض السكري يمتلك القدرة على التأثير على الأم والجنين خلال فترة الحمل بأكملها. يمكن مراقبة سلامة التطور الجنيني ووظيفة المشيمة عن طريق تخطيط صدى القلب للجنين والفحص بالموجات فوق الصوتية.